# Плешешть (Вилча)
Плешешть, Плешешті (рум. Pleșești) — село у повіті Вилча в Румунії. Входить до складу комуни Рошіїле.
Село розташоване на відстані 178 км на захід від Бухареста, 42 км на південний захід від Римніку-Вилчі, 62 км на північ від Крайови.

## Населення
За даними перепису населення 2002 року у селі проживала 141 особа, усі — румуни. Усі жителі села рідною мовою назвали румунську.